# Figma
Figma é um editor gráfico de vetor e prototipagem de projetos de design baseado principalmente no navegador web, com ferramentas offline adicionais para aplicações desktop para GNU/Linux, macOS e Windows. 
O aplicativo Figma Mirror é um sistema de prototipagem que espelha o que está sendo feito no computador para o smartphone Android e/ou iOS, permitindo a simulação do vetor criado no computador como um aplicativo ou página da web.
O Figma é um software focado no desenvolvimento de sistemas de design gráfico, prototipagem de interface gráfica de usuário e desenvolvimento de UI/UX (User Interface eXperience ou experiência da interface com o usuário), permitindo também o desenvolvimento colaborativo em tempo real com outros usuários remotamente.

## História
Figma teve início oferecendo seu serviço apenas para convidados em dezembro de 2015. O primeiro lançamento público do software foi feito em 27 de setembro de 2016. Hoje o Figma possui seu plano gratuito e seus planos pagos para usuários profissionais e corporativos.
Em outubro de 2019, a Figma lançou o Figma Community, permitindo que designers pudessem publicar seu trabalho para outros visualizarem e editarem, como uma espécie de modelo open source de design.
Em abril de 2020 a Figma alcançou o valor de mercado de mais de 2 bilhões de dólares.
Em setembro de 2022, a Adobe anunciou o acordo para comprar a Figma por 20 bilhões de dólares, naquele que será o maior negócio entre empresas privadas de software.

## Concorrentes
- Sketch
- Adobe XD
- Adobe Illustrator